# Vasilij Kandinski
Vasilij Vasiljevič Kandinski (ruski Василий Васильевич Кандинский, Moskva, 16. prosinca 1866. – Neuilly-sur-Seine, 13. prosinca 1944.), ruski slikar. Jedan je od važnijih slikara XX. stoljeća

## Rani život
Kandinsky se rodio u imućnoj obitelji trgovaca čajem, koja se ubrzo nakon njegovog rođenja preselila u Odesu. Otac, Wassily Kandinski senior, bio je podrijetlom iz Sibira, majka Lydia Ticheeva iz Moskve. Roditelji su se rastali 1871. i Wassily je odrastao kod majčine sestre, Elizabethe Ticheeve. Za vrijeme školovanja pohađao je i školu slikanja. Nakon položene mature 1885. studirao je pravo, ekonomiju i etnologiju na Sveučilištu Lomonosov. Tijekom studija rado je slikao i posjećivao izložbe. Nakon što je 1895. posjetio izložbu francuskih impresionista, Kandinski je odlučio posvetiti se slikarstvu. Kandinski se nakon te odluke preselio u München, gdje je studirao na renomiranoj privatnoj školi slikarstva Antona Azbé. U to vrijeme München još nije bio središte europske slikarske umjetnosti; u njega se preobrazio tek desetljeće kasnije šta je bila i zasluga Kandinskog. Međutim, za München se odlučio i iz drugih razloga; tečno je govorio njemački što mu je omogućilo da s lakoćom stupi u kontakt s ruskim egzilantima. Tako je već u toj školi slikarstva upoznao Jawlenskog i Marianne von Werefkin. Ali Kandinskijeva je želja bila upisati se na akademiju likovnih umjetnosti, Akademie der Bildenden Künste Münchenn, na kojoj je Franz von Stuck bio redoviti profesor. U drugom navratu je položio prijemni ispit i upisao se na Akademiju. Međutim, nakon kratkog vremena je shvatio da kod Stucksa ne može ništa od željenog naučiti. Već nakon godinu dana je napustio Akademiju i osnovao s istomišljenim umjetnicima Waldemar Hecker, Wilhelm Hüsgen i Rolf Niczky umjetničku grupu Phalanx.

## Phalanx i Gabriele Münter
Phalanx nije bio samo umjetnička grupa već i slikarska škola. Tamo je upoznao svoju kasniju partnericu Gabriele Münter. Iako je u Rusiji bio oženjen zaručio se 1903. s Gabrielom Münter. Cijelu su godinu proveli u putovanjima Italijom, Nizozemskom, sjevernom Afrikom i osim toga u Rusiji. 1906. – 1907.su boravili u Francuskoj, u gradu Sévres u blizini Pariza. „Za vrijeme našeg boravka u Francuskoj se Kandinsky nije interesirao ni za Matissea, ni za Picassa ili nekog od drugih velikih slikara.“
Nakon povratka u München 1908. su se Wassily Kandinsky i Gabriele Münter preselili u južni Tirol gdje su slikali u postimpresionističkom stilu.

## Murnau i Minhenski krug
U daljnjem razvoju umjetnosti Kandinskog je Murnau am Staffelsee igrao važnu ulogu. Tamo su nastali djela u zajedničkom radu s Mariannom von Werefkin i Alexejom Jawlenskim. „Pod stilističkim i tehničkim utjecajem ovih dvaju umjetnika su Wassily Kandinski i Gabriele Münter ubrzo napustili naturalističko i postimpresionističko slikanje te se sve više okretali abstrahiranju, tzv. esenciranju.“. 
Kandinsky je iste godine upoznao Rudolfa Steinera čija je teozofija i antropozofija utjecala na njega i inspirirala ga u kasnijim djelima.
Moguće je da se nakon zajedno provedenog vremena u Murnau odnos između dvaju parova nešto poremetio; na Božić 1908. su Werefkin, Jawlensky, Adolf Erbslöh i Oscar Wittenstein došli na ideju osnovati Neue Künstlervereinigung München - Minhenski krug. Kandinsky i Münter nisu bili prisutni. 
To je Kandinskog još godinu kasnije smetalo zbog čega je i oklijevao preuzeti ponuđeno mjesto predsjedavajućeg.
Zbog razilaženja u mišljenju s Charlesom Johannom Palmié je Kandinsky uveo tzv. „Četiri kvadratna metra klauzulu“ po kojoj svaki član ima pravo izložiti dva djela, bez odluke žirija, ako nisu veća od 2 x 2m (4 m2). Dana 10. svibnja 1909. je Minhenski krug upisan u registar udruga grada Münchena. Njegov je cilj bio „organizirati umjetničke izložbe diljem Njemačke te i u inozemstvu“. Minhenski krug je organizirao u to vrijeme tri izložbe u galeriji Heinrich Thannhauser u Münchenu.  

## Plavi jahač
Sve češće je dolazilo do konflikta između članova Minhenskog kruga, posebno oko Kandinskijevih apstraktnih slika. Članovi su zahtijevali od Kandinskog da izlaže „razumljiva djela“. Na ljeto 1911. je Kandinsky naslikao legendarnu apstraktnu sliku „Das jüngste Gericht/Komposition V“ veličine 5 m2 čime je povrijedio 4 m2 klauzulu. 
Pošto su Marc i Kandinsky već par mjeseci ranije odlučili istupiti iz Minhenskog kruga, Kandinsky je iskoristio aktualnu situaciju i hineći protest istupio iz Minhenskog kruga, a s njim i Franz Marc, Alfred Kubin te Gabriele Münter. Dvadeset godina kasnije Kandinsky je rekao: „Marc i ja smo slutili svađu prije nego što se dogodila i zbog toga pripremili drugu izložbu“
Kandinsky je pisao Galki Scheyer koja je bila predstavnica „Plave četvorice“ u Americi: „ Pišem vam na papiru Minhenskog kruga čiji sam predsjedavajući bio 2-3 godine. Moja je aktivnost bila završena“ lijepom svađicom“ koja je kao posljedicu imala osnivanje „Plavog jahača“. Stara vremena! Minhenski krug je osnovan 1908., a krajem 1911. sam istupio iz njega. Odmah nakon toga sam s Franzom Marcom organizirao izložbu „Plavog jahača“ u galeriji Tannhauser. Naše dvorane su bile u blizini dvorana u kojima je izlagao Minhenski krug. To je bila senzacija. Pošto sam pravovremeno naslutio svađu pripremio sam bogat materijal za izložbu. Obje izložbe su održane istovremeno. Na stolovima Tannhauser Galerije su ležali prvi primjeri „Duhovnog u umjetnosti“. Osveta je bila slatka!“
Iste je godine izašla Kandinskijeva publikacija „ O duhovnom u umjetnosti, posebno u slikarstvu“ koja je bila preteča knjige „Temeljni problemi slikarstva. Knjiga za umjetnike i učenike“ To je knjiga Werefkinovog i Jawlenskog učenika Rudolfa Czapeka. Kandinsky je poznavao Czapekovo djela, ali je zanimljivo da ga nije nijednom citirao. Postoje zbunjujuće sličnosti između ovih dviju knjiga
Almanah „Plavi jahač“ je izašao u svibnju 1912., a drugo izdanje je s predgovorom Franz Marca izašlo 1914.

## Povratak u Rusiju
Godinu dana nakon izbijanja Prvog svjetskog rata je Kandinsky sudjelovao na izložbi Armory Show u New Yorku s Improvizacijom br.27 te sa sedam slika u Ersten Deutschen Herbstsalon u Berlinu. Nakon šta je Njemačka Rusiji izjavila rat je Kandinsky bio nepoželjan u Njemačkoj i nije mogao ostati te je otputovao s Gabrielom Münter u Švicarsku. I u Švicarskoj je bio nepoželjan pa je bez Gabriele Münter otputovao nazad u Rusiju, u Moskvu.
Tamo je Kandinsky dobio različite profesure i osnovao „Akademiju znanosti umjetnosti“
Dana 11. veljače 1917. oženio se Ninom Andrejewsky nakon što je 1911. razveden njegov prvi brak i on u Stockholmu 1916. prekinuo s Gabrielom Münter.
U siječnju 1918. je Kandinsky postao član „Odjela vizualne umjetnosti“ (IZO) u Narkomprosu. Njegovu je najvažniju funkciju preuzeo 1920. kao prvi ravnatelj „Instituta za umjetničku kulturu“ (ruski: Институт Художественной Культуры; Transkription: Institut chudoschestwennoj kultury; kurz: ИНХУК; Transkription: InChuK) u Moskvi gdje se upoznao s vodećim umjetnicima ruske avantgarde: Maljevičem, Tatljinom i Rodčenkom.
Nakon ruske revolucije je izgubio čitav svoj imetak. Godine 1920. je umro njegov sin Wsewolod, rođen 1917 godine. 
Stanje u novoj Rusiji je za njega bilo sve neizdržljivije zbog zakona koje je donijela nova vlast, kao npr. ograničenja u slobodi umjetnosti.
Godine1921. su Kandinskyjevi otputovali u Berlin i 1922. je počeo predavati na Bauhausu u Weimaru. To je bila epoha smionih tektoničkih slika. On je legalno otputovao iz zemlje, ali uzeo je samo 12 slika sa sobom, dok su druge ostale u depou moskovskog muzeja.

## Bauhaus
Do zatvaranja Bauhausa 1933. od strane nacional-socijalista je Kandinsky predavao u Weimaru, Dessau i Berlinu gdje je došao u kontakt s ruskim konstruktivizmom. To je vrijeme u kojem su njegove geometrijske kompozicije napokon uspješne.
Lyonel Feiniger, Paul Klee, Alexej von Jawlensky i Wassily Kandinsky osnivaju 1924. grupu Die Blauen Vier (Plava četvorica). Godine 1926. je objavljena njegova teorija: „Točka, linija, površina“
Godine 1928. je Kandinsky dobio njemačko državljanstvo. Godinu dana kasnije je imao prvu izložbu akvarela i crteža u galeriji Zack u Parizu, a 1930. godine upoznaje u Dessau Solomona R. Guggenheima. Upoznala ih je Hilla von Rebay koja je uspjela nagovorit Guggenheima stvoriti kolekciju suvremene apstraktne umjetnosti. Guggenheim je počeo s nekoliko slika i nakon nekog vremena je zbirka narasla, s preko 150 radova i to je najveća zbirka Kandinskijevih slika u Museum of Non-Objective Painting, današnjem Guggenheim muzeju.

## Francuska
Nakon zatvaranja Bauhausa je bračni par Kandinsky napustio Njemačku 1933. i preselio se u Francusku, u Neuilly-sur-Seine kod Pariza. Za Kandinskog je vrijeme u Francuskoj bilo teško jer apstraktna umjetnost nije bila ni popularna ni priznata, u galerijama su se pretežno susretali kubistički i surealistički radovi. Dvije malene avangardističke galerije su se za njega zauzele, Jeanne Bucher te Christian i Yvonne Zervos. Godine 1934. je sudjelovao na izložbi pokreta Abstraction-Création u Parizu, 1936. na izložbama Abstract and Concrete u Londonu te Cubism and Abstract Art u New Yorku, a 1939. je bračni par dobio francusko državljanstvo i Wassily Kandinsky je završio zadnje veliko djelo u šparti Kompozicije, Kompoziciju X. Godine 1937. su nacional-socijalisti u Njemačkoj zaplijenili 57 njegovih djela i 14 je izloženo na izložbi u Münchenu „Entartete Kunst“ (degenerirana umjetnost). Iste godine je sudjelovao na izložbi Origines et Dévellopment de l’Art International Indépendant u Musée Jeu de Paume. Zadnja izložba koju je doživio bila je 1944. u pariškoj galeriji L’Esquisse : Do kraja srpnja 1944. je slikao svakodnevno, a umro je 13. prosinca 1944. godine.

## Teorija boja
Kandinsky je posjedovao vrlo visoku slikarsku inteligenciju i imao istančan osjećaj za boje i forme. Svim je bojama dao dublji unutrašnji značaj i asocijacije te ih je stavljao pored suprotnih boja.
- Plavo (hladno, nebo, nadčulno, beskrajnost i mir, konzentrično) – Žuto ( toplo, zemaljsko do nametljivo, agresivno, ekscentrično)
- Crno (tamno) – Bijelo (svjetlo)
- Crveno – Zeleno
- Naračasto – Ljubičasto

Njegova se teorija temeljila na sinesteziji, što znači da je bojama dodjeljivao različite dojmove. Tako je npr. plava boja imala osobinu biti „mekana“ i „aromatična“, žuta „ljuta“ i „reska“.
„Točka je praelement, oplodnja praznog prostora. Horizontala je hladan, noseći temelj, šutljiv i „crn“. Vertikala je aktivna, topla, „bijela“. Slobodne linije su pokretne, „plave“ i „žute“. Ploha je dolje teška, gore laka, lijevo kao „udaljenost“, desno kao „kuća“. Wassily Kandinsky: Punkt und Linie zu Fläche., 1926
Osim toga je tražio pripadnost boja određenim formama:
- Plavo – krug
- Crveno – kvadrat
- Žuto – trokut

## Paralele s muzikom
S rastom stupnja apstraktnosti u njegovim slikama razvio je Kandinsky svojevrsnu gramatiku koja im je omogućila raditi u bespredmetnosti. Kao uzor mu je služila muzika, u kojoj se osjećaji izražavaju notama. Slično kao u muzici je dijelio njegova djela u tri kategorije
- „Improvisation“ – Improvizacija, iznenadni procesi u „unutrašnjoj prirodi“, u karakteru
- „Impression“ – Impresija, dojmovi iz „vanjske prirode“
- „Kompositionen“ – Kompozicije, polako nastajući izraz karaktera koji skoro pedantno ispitan i razrađen, svjesno stoji u prvom planu.

Temeljna ideja je čuti boje, vidjeti zvukove. Cilj umjetnosti je harmonija boja i dodirivanje ljudske duše. „Bojani zvukovi“ prerastaju u „Bojane simfonije“ koje kao i tonovi i zvukovi u muzici mogu izazvati harmonične ili disonantne osjećaje.
- forma – tipka klavira
- prodorno žuto – visoki tonovi trube
- svijetlo plavo – flauta
- tamno plavo – violončelo
- duboko plavo – zvuk kontrabasa
- duboko, svečano plavo – zvuk orgulje

## Stvaralaštvo
Kandinsky je pokušavao svaki motiv slikati tehnikom koja mu odgovara. To je posebno vidljivo u slikama čiji su motivi folklorističke prirode iz njegovog ruskog zavičaja. On ne slika dugim pokretima kista koji su dinamični već više u pointilitičkom stilu, strogo geometrijski i ornamentalno, slično kao u ruskoj narodnoj umjetnosti.
Na slikama: „Grüngasse in Murnau“ iz 1909. i „Gabriele Münter beim Malen in Kallmünz“ iz 1903. vidljiva je promjena u njegovom slikarstvu. U slici“ Gabriele Münter beim Malen in Kallmünz“ vidi se slikarica koja stoji pred svojim platnom, poprečno se nalazi ograda koja je prekinuta u visini njezine glave. U pozadini su kuće, najvjerojatnije seosko imanje, boje su nanesene impresionističkim paralelnim potezima kista. Ali stil ove slike je zbog perspektive i prigušenih boja bliži romantizmu nego neoimpresionizmu ili čak ekspresionizmu. U slici „Grüngasse in Murnau“ je motiv prepoznatljiv (kuće, cesta, grmlje u cvatu) ali samo kao okvir za njegov kolorit blistavih, kontrastnih boja. Kandinsky je već u ovoj slici reducirao forme i opušteno nanosio velikodušno guste slojeve boje na prostranim površinama slike čiji je motiv sekundaran. Boje njegovih fasada, krovova, prozora, nisu prirodne boje, to nije lokalni kolorit tradicionalnog bavarskog sela. Njegovi kontrasti, žuto pored narančastog i plavog rezultat su estetičkih promatranja. Kako se boje u njegovom djelu sve više osamostaljuju tako je perspektiva i motiv sekundarnija.
Sljedećih godina radi Kandinsky u Münchenu i Murnau na njegovoj teoriji umjetnosti, 1911. i 1912. izdaje dvije publikacije „ O duhovnom u umjetnosti“  te “ Pitanje forme“. 
Govori li umjetnik o svojoj umjetnosti ili pušta da njegova umjetnost za sebe govori, to ovisi o njegovoj prirodi. Povijest umjetnosti poznaje različite primjere i objašnjenje vlastite umjetnosti nije uvijek bilo optimalno prihvaćeno od publike ili kritike. Kandinsky je unatoč tome odlučio sve svoje radove teorijama objasniti. Njegova je publikacija izdana u 3 naklade šta može imati dva uzroka: teoretična podrška u razumijevanju njegove umjetnosti je bila nužna ili, on je publicirao u pravo vrijeme za publiku koja je bila zainteresirana, šta je u ovom slučaju vjerojatnije.  Istovremeno rade različiti umjetnici u drugim zemljama paralelno na tekstovima o bespredmetnoj umjetnosti: Dealunay i František Kupka u Francuskoj, Piet Mondrian u Nizozemskoj, Kasimir Malewitsch u Rusiji.
Kandinskom je bio skoro desetogodišnji proces učenja i sazrijevanja potreban da bi formulirao svoje teorije. Za to vrijeme su i dva „susreta“ bila od velikog značaja, Monetova slika „Plast sijena“ koju je vidio u Moskvi na jednoj izložbi 1895. Monetove blistave boje su ga prvotno impresionirale bez da je uopće registrirao o kojem se motivu radi. Drugu sliku je vidio u svom ateljeu, njezin slobodn i dinamičan ritam ga je oduševio, kasnije je primijetio da se radi o njegovoj vlastitoj slici koja je stala naopako. Oba doživljaja su ga učvrstila u uvjerenju da predmetnost nije potrebna, već da kompozicija može biti slobodno oblikovanje boja i formi. 
U publikaciji Wilhelma Worringera „Abstraktion und Einfühlung“ (Apstrakcija i empatija) iz 1907. je čitao istomišljene teorije; Worringer je umjetničko djelo vidio „kao samostalan organizam ravnopravan prirodi“. To je rečenica koja podsjeća na Cezannovu: „ umjetnost je harmonija paralelna s prirodom.“ 
U muzici Schöneberga vidi analogiju svom slikarstvu, Schöneberg je muzičar za kojeg Kandinsky kaže da je u muzici postigao šta je Kandinsky želio postići u slikarstvu. 
U svojoj Teoriji umjetnosti razlikuje dva pola: „Veliku realistiku“ i „Veliku apstrakciju“, predmentno i bespredmentno. Predstavnici prvog pola prenose motive vjerno na platno. Predstavnici drugog pokušavaju se odreći svih predmetnih formi i u njihovim djelima dati odušak unutrašnjem glasu, unutrašnjem zvuku. Materijal za bespredmetno slikanje su forme i boje koje nemaju samovrijednu kvalitetu već su emocionalna sredstva istraživanja. 
Kandinskijeve presuđujuće umjetničke godine bile su one u Münchenu i Murnau. Tamo je formulirao svoje teorije „Duhovnost u umjetnosti“ i tamo je 1910. slikao prvi bespredmetni akvarel. Još dan danas utječu njegove teorije na djela mnogobrojnih umjetnika.

## Prix Kandinsky
Prix Kandinsky je nagrada koju je Nina Kandinsky uvela u uspomenu na svog muža. Njezin cilj je bio poticati mlade umjetnike koje rade apstraktna i informalna djela. Nagradu je pridjeljivala u godinama 1946. – 1961. Prix Kandinsky nema veze s Kandinsky Prize, nagradom koju od 2007. dodjeljuje ruska ArtChronik Foundation uz podršku Deutsche Bank u Moskvi.

## Djela

### Slike iz ranih godina u Münchenu
- 1903: Gabriele Münter beim Malen in Kallmünz, ulje na platnu, München, Städtische Galerie im Lenbachhaus
- 1909: Friedhof und Pfarrhaus in Kochel, ulje na kartonu, München, Städtische Galerie im Lenbachhaus
- 1909: Grüngasse in Murnau, ulje na kartonu, München, Städtische Galerie im Lenbachhaus
- 1909: Murnau – Aussicht mit Eisenbahn und Schloss, ulje na kartonu, München, Städtische Galerie im Lenbachhaus
- 1909: Improvisation 6 (Afrikanisches), ulje na platnu, München, Städtische Galerie im Lenbachhaus
- 1910: Improvisation 19, ulje na platnu, München, Städtische Galerie im Lenbachhaus
- 1911: Komposition IV, ulje na platnu, München, Privatno vlasništvo

### Slike za vrijeme "Plavog jahača"
- 1912: Improvisation 26, ulje na platnu, München, Städtische Galerie im Lenbachhaus
- 1913: Ohne Titel, akvarel, Paris, Centre national d’art et de culture Georges Pompidou, Musée National d’Art Moderne
- 1913: Kleine Freuden, ulje na platnu, New York, The Salomon R. Guggenheim Museum
- 1913: Komposition VI, ulje na platnu, Sankt-Peterburg, Eremitage
- 1913: Komposition VII, ulje na platnu, Moskau, Staatliche Tretjakow-Galerie

### Slike iz Rusije
- 1920: Rotes Oval, ulje na platnu, New York, The Salomon R. Guggenheim Museum
- 1921: Roter Fleck II, ulje na platnu, München, Städtische Galerie im Lenbachhaus

### Slike za vrijeme Bauhausa
- 1923: Große Komposition VIII, ulje na platnu, New York, The Salomon R. Guggenheim Museum
- 1925: Gelb-Rot-Blau, ulje na platnu, Paris, Centre national d’art et de culture Georges Pompidou, Musée National d’Art Moderne
- 1926: Einige Kreise, ulje na platnu, New York, The Salomon R. Guggenheim Museum
- 1930: Launisches, ulje na kartonu, Rotterdam, Museum Boijmans Van Beuningen

### Slike iz Francuske
- 1934: Zarter Aufstieg, ulje na platnu, New York, The Salomon R. Guggenheim Museum
- 1938: Buntes Ensemble, ulje i lak na platnu, Paris, Centre national d’art et de culture Georges Pompidou, Musée National d’Art Moderne
- 1940: Himmelblau, ulje na platnu, Paris, Centre national d’art et de culture Georges Pompidou, Musée National d’Art Moderne

## Publikacije
- Wassily Kandinsky: Über das Geistige in der Kunst. Insbesondere in der Malerei. (O duhovnom u umjetnosti. Posebno u slikarstvu ) 1912. Revidierte Neuauflage, Benteli Verlag, Bern 2004, ISBN 3-7165-1326-1
- Wassily Kandinsky: Klänge (Zvukovi) R. Piper, München, 1913
- Wassily Kandinsky: Punkt und Linie zu Fläche (Točka, linija, površina) Bauhausbücher Nr. 9, München 1926. 8. Auflage, Benteli, Bern 2002, ISBN 3-7165-0182-4
- Wassily Kandinsky/Franz Marc: Der Blaue Reiter. (Plavi jahač) Piper Verlag, München 2004, ISBN 3-492-24121-2

## Vanjske poveznice
- Djela Vasilij Kandinski na Projekt Gutenbergu
- Kandinsky and the path to abstraction[neaktivna poveznica]
- Wassily Kandinsky: Eine virtuelle Kunst-Galerie
- Kandinsky: Über das Geistige in der Kunst